# Belciades virens
Belciades virens är en fjärilsart som beskrevs av Butler 1881. Belciades virens ingår i släktet Belciades och familjen nattflyn. Inga underarter finns listade i Catalogue of Life.